# Шпак-малюк норфолцький

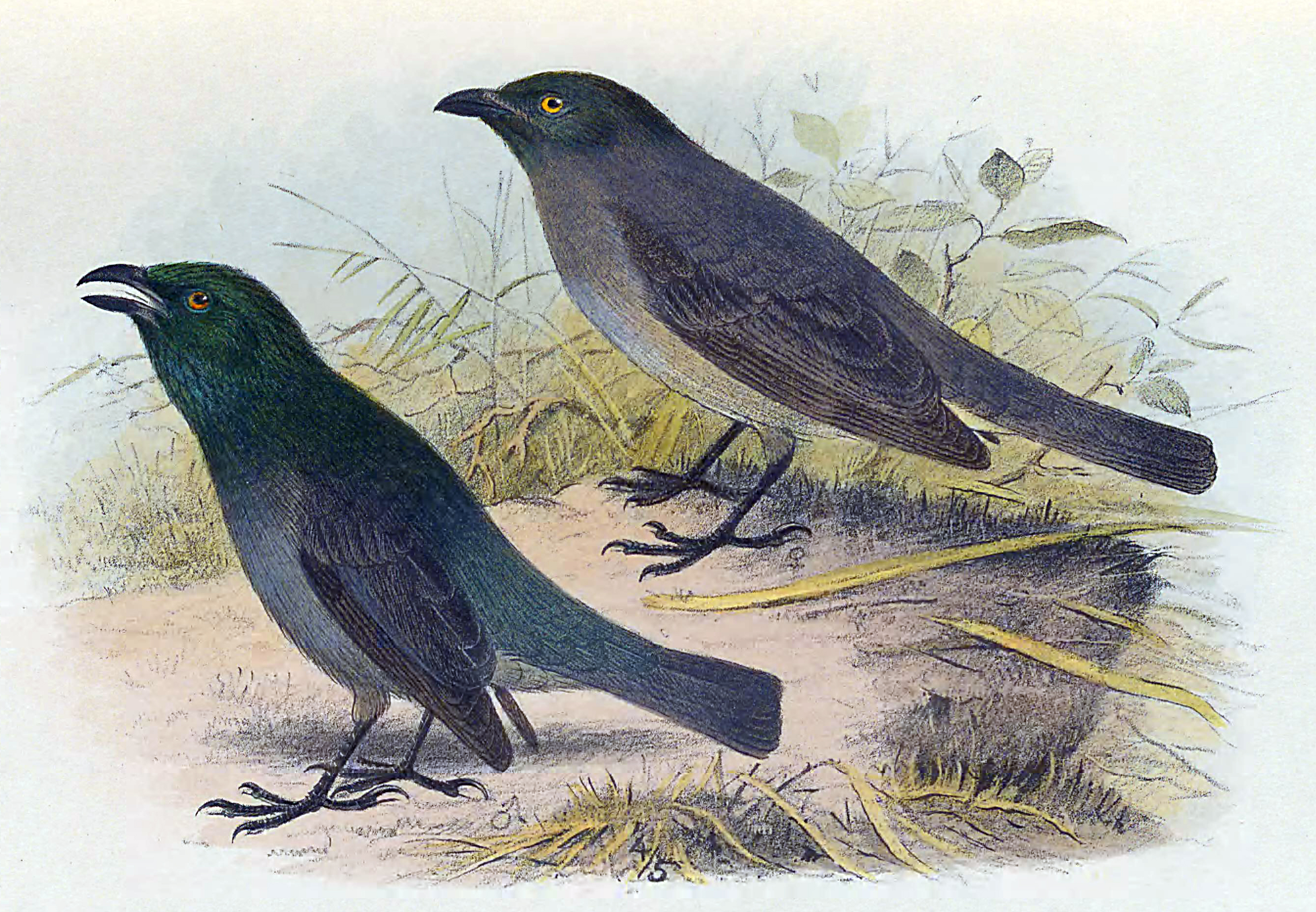
Норфолцькі шпаки-малюки (підвид A. f. hulliana)

Шпак-малю́к норфолцький (Aplonis fusca) — вимерлий вид горобцеподібних птахів родини шпакових (Sturnidae). Мешкав на островах Норфолк і Лорд-Гав.

## Опис
Представники номінативного підвиду досягали довжини 20 см (враховючи хвіст довжиною 6,3-6,8 см), довжина їх крила становила 9,8-10,3 см, довжина дзьоба 1,3 см довжина лапи 2.5 см. Представники підвиду A. f. hulliana мали дещо менші розміри і досягали довжини 18 см. У самців номінативного підвиду мали переважно сіро-коричневе забарвлення, голова і груди у них були зелені, металево-блискучі, гузка біла. У самиць горло було сіре, боки світло-коричневі, голова тьмяніша, нижня частина грудей охриста, живіт і гузка жовтувато-білі. Норфолцькі шпаки-малюки мали чорні дзьоб і червоні очі.
У представників підвиду A. f. hulliana голова, шия і горло були зелені, металево-блискучі. Спина була темно-сірою з тьмяним зеленуватим відблиском. Нижня частина тіла і надхвістя були сірі. Хвіст був сірий, на кінці коричневий, крила були коричневими.

## Підвиди
Виділяли два підвиди:
- †A. f. fusca Gould, 1836 — острів Норфолк[5];
- †A. f. hulliana Mathews, 1912 — острів Лорд-Гав[6][7].

## Екологія
Норфолцькі шпаки-малюки жили в лісах і чагарникових заростях, гніздилися в дуплах.

## Вимирання
Підвид A. f. hulliana востаннє спостерігався в 1918 році. Імовірно, він вимер незабаром після того, як з корабля SS Makambo, який зазнав аварії у берегів острова в 1918 році, втекли чорні пацюки. Ця подія призвела до вимирання багатьох ендемічних видів і підвидів птахів острова Лорд-Гау.
Підвид A. f. fusca востаннє спостерігався в 1923 році. Серед причин його вимирання науковці наводять знищення природного середовища і конкуренцію з інтродукованими видами птахів.